# Sandmuschel
Die Sandmuschel (Gari fervensis) ist eine Muschelart aus der Familie der Sandmuscheln (Psammobiidae). Sie kommt auch in der Nordsee vor.

## Merkmale

Fossile rechte Klappe aus dem Pliozän

Das nahezu gleichklappige, abgeflachte Gehäuse der Sandmuschel ist länglich-eiförmig bis länglich-elliptisch mit einer Länge bis zu 50 Millimetern. Das Längen-/Breiten-Verhältnis ist leicht größer als zwei zu eins. Die rechte Klappe ist geringfügig stärker gewölbt als die linke Klappe. Das Gehäuse ist ungleichseitig, die Wirbel sind vor die Mittellinie (bezogen auf die Gehäuselänge) verschoben. Der vordere Dorsalrand ist fast gerade und fällt zum eng gerundeten Vorderende ab. Der hintere, fast gerade Dorsalrand ist lang, länger als der vordere Dorsalrand, und fällt flach zum schräg nach unten abgestutzten Hinterende ab. Das Gehäuse klafft etwas am Hinterende. Das extern sitzende, große, dunkle Ligament erstreckt sich auf etwa ein Fünftel der Länge des hinteren Dorsalrandes. Das Schloss weist in beiden Klappen je zwei Kardinalzähne auf. In der rechten Klappe sind vorderer und hinterer Kardinalzahn ungefähr gleich groß und gespalten bzw. zweispitzig. In der linken Klappe ist der vordere Kardinalzahn groß und gespalten, der hintere Kardinalzahn dagegen klein und schlank. Lateralzähne sind keine vorhanden. Die Mantellinie ist tief eingebuchtet, die U-förmige Bucht reicht bis unter die Wirbel. Sie fällt am unteren Rand mit dem Mantelrand zusammen. Die kreuzförmigen Eindrücke der Schließmuskeln sind kaum zu sehen.
Die Schale ist sehr dünn und zerbrechlich. Die Oberfläche zeigt sehr feine konzentrische Gruben, der jährliche Zuwachs ist durch tiefere Gruben deutlich markiert. Im hinteren Teil des Gehäuses zieht sich auf jeder Klappe ein Kiel vom Wirbel zur hinteren Ecke (Übergang Hinter- zu Ventralrand). Die Farbe der Schale variiert von mattweiß, cremefarben, gelblich und beige mit violetten Strichen unterschiedlicher Breite, oder konzentrischen Bändern. Das hellbraune, dunkelbraune bis grünliche Periostracum überzieht als eine dicke Schicht die Schalenoberfläche. Allerdings ist es häufig abgeblättert und nur noch an den Gehäuserändern erhalten. Der innere Gehäuserand ist glatt. Die Innenseite ist glänzend weiß mit pink oder violetter Tönung. Die Tiere besitzen einen großen Fuß und sehr lange Siphonen.

## Geographische Verbreitung, Lebensraum und Lebensweise
Das Verbreitungsgebiet der Sandmuschel erstreckt sich von Norwegen und der Barentssee entlang der Küsten des Ostatlantiks bis nach Angola. Sie kommt auch in der Nordsee, dem Mittelmeer, den Kanarischen Inseln und den Azoren vor.
Sie lebt in sandig-kiesigen Böden vom tiefen Strandbereich, unterhalb der Niedrigwasserlinie bis in etwa 110 Meter Wassertiefe. Sie graben sich dort mit Hilfe ihres großen und sehr beweglichen Fußes ein. Auf der Sedimentoberfläche können sie sich mit Hilfe des Fußes einige Zentimeter in die Höhe schnellen, und dabei auch einige Zentimeter Distanz zurücklegen.

## Taxonomie
Die Art wurde schon von Johann Friedrich Gmelin 1791 als Tellina fervensis erstmals beschrieben. Es ist die Typusart der Gattung Psammobia Lamarck, 1818, die heute aber als Synonym (oder Untergattung) von Gari Schumacher, 1817 angesehen wird.

## Belege

### Online
- Marine Bivalve Shells of the British Isles: Gari fervensis (Gmelin, 1791) (Website des National Museum Wales, Department of Natural Sciences, Cardiff)